# Abecedar
Abecedarul este un manual elementar pentru învățarea scrisului și cititului. A apărut în Europa apuseană în secolul al XVI-lea. În țările românești a apărut la sfârșitul secolului al XVII-lea, sub denumirea de bucoavnă sau bucvar. Termenul de abecedar a fost introdus în România în anii 1824, 1825, când au apărut primele manuale școlare cu acest titlu.
"Abecedar", săptămânal literar, apărut mai întâi la Brad, apoi la Turda, între 1 mai 1933 și 25 martie 1934. A avut o orientare socialistă și a urmărit să promoveze pe scriitorii din provincie. Au colaborat Pavel Dan, Mihai Beniuc, Eugen Jebeleanu, Teodor Mureșan ș.a.
Abecedarul Albinuța a fost scris în anul 1970 de Grigore Vieru în colaborare cu Spiridon Vangheli și pictorul Igor Vieru, fiind editat de Editura Lumina.